# Tanjungpinang Timur (plaats)
Tanjungpinang Timur is een bestuurslaag in het regentschap Tanjung Pinang van de provincie Riau-archipel, Indonesië. Tanjungpinang Timur telt 9969 inwoners (volkstelling 2010).